# Hagåtña Bay
Hagåtña Bay är en vik i Guam (USA).   Den ligger utanför kommunerna Hagåtña och Tamuning i den centrala delen av Guam.